# ローガン・ウェブ
ローガン・T・ウェブ（Logan T. Webb,  1996年11月18日 - ）は、アメリカ合衆国カリフォルニア州プレイサー郡ロックリン出身のプロ野球選手（投手）。右投右打。MLBのサンフランシスコ・ジャイアンツ所属。

## 経歴
2014年のMLBドラフト4巡目（全体118位）でサンフランシスコ・ジャイアンツから指名され、プロ入り。契約後、傘下のルーキー級アリゾナリーグ・ジャイアンツでプロデビュー。3試合（先発1試合）に登板して防御率2.25、5奪三振を記録した。
2015年はA-級セイラム＝カイザー・ボルケーノズでプレーし、14試合に先発登板して3勝6敗、防御率4.92、40奪三振を記録した。
2016年はA級オーガスタ・グリーンジャケッツでプレーし、6試合に先発登板して2勝3敗、防御率6.21、30奪三振を記録した。
2017年はA-級セイラム＝カイザーでプレーし、15試合に登板して2勝0敗、防御率2.89、31奪三振を記録した。
2018年はA+級サンノゼ・ジャイアンツとAA級リッチモンド・フライングスクウォーレルズでプレーし、2球団合計で27試合（先発26試合）に登板して2勝5敗、防御率2.41、100奪三振を記録した。オフの11月20日にルール・ファイブ・ドラフトでの流出を防ぐために40人枠入りした。
2019年は開幕をAA級リッチモンドで迎えたが、5月1日に薬物検査で陽性反応を示したことが判明し、80試合の出場停止処分を受けた。その後、7月12日に復帰してからはマイナー各階級を経て8月17日にメジャー初昇格を果たした。同日のアリゾナ・ダイヤモンドバックス戦でメジャーデビュー。この年メジャーでは8試合に先発登板して2勝3敗、防御率5.22、37奪三振を記録した。
2020年は13試合（先発11試合）に登板して3勝4敗、防御率5.47、46奪三振を記録した。
2021年は開幕ローテーション入りを果たした。前半戦は4勝3敗とまずまずの成績だったが、後半戦はほとんどの試合で6イニング以上を投げるなど安定し、7勝0敗の活躍を見せた。シーズンでは11勝3敗、防御率3.03の好成績を残した。ポストシーズンでは、ロサンゼルス・ドジャースとのナショナルリーグディビジョンシリーズで2試合に先発登板し、1勝0敗、防御率0.61の好投を見せたが、チームは敗退した。
2022年は自身初となる開幕投手を務めた。6回1失点の好投を見せたが、勝敗はつかなかった。オフの11月16日、ナ・リーグのサイ・ヤング賞投票結果が発表となり第11位に選出された。
2023年は去年に続き2年連続で開幕投手を務めた。シーズンを通して11勝13敗と味方の援護には恵まれなかったものの、防御率3.25、194奪三振を記録。ワークホースとして両リーグ最多の216イニングを投げきり、QSも両リーグ最多の24回を記録した。与四球率もリーグ最高の1.29で、投球の安定感にはさらに磨きがかかった。7月9日のロッキーズ戦では、メジャー自身初の完投勝利を無四球での完封勝利で飾るという圧巻のピッチングを披露した。サイ・ヤング賞投票では、サンディエゴ・パドレスのブレイク・スネルに次ぐ2位に選出された。

2024年は3年連続開幕投手を務める。キャリアで初めてのオールスターに選出されるなど、名実ともにリーグを代表する選手へと成長した。先発投手陣は故障者が続出していたにもかかわらず、特に大きな故障もなく33試合に先発登板し、13勝10敗、防御率3.47、172奪三振を記録した。なお、2年連続でリーグ最多の204.2イニングを記録している。11月21日に発表されたナ・リーグのサイ・ヤング賞投票では、第6位に選出された。

## 詳細情報

### 年度別投手成績
| 年 度    | 球 団    | 登 板 | 先 発 | 完 投 | 完 封 | 無 四 球 | 勝 利 | 敗 戦 | セ 丨 ブ | ホ 丨 ル ド | 勝 率 | 打 者 | 投 球 回 | 被 安 打 | 被 本 塁 打 | 与 四 球 | 敬 遠 | 与 死 球 | 奪 三 振 | 暴 投 | ボ 丨 ク | 失 点 | 自 責 点 | 防 御 率 | W H I P |
| -------- | -------- | ----- | ----- | ----- | ----- | -------- | ----- | ----- | -------- | ----------- | ----- | ----- | -------- | -------- | ----------- | -------- | ----- | -------- | -------- | ----- | -------- | ----- | -------- | -------- | ------- |
| 2019     | SF       | 8     | 8     | 0     | 0     | 0        | 2     | 3     | 0        | 0           | .400  | 174   | 39.2     | 44       | 5           | 14       | 0     | 1        | 37       | 4     | 0        | 25    | 23       | 5.22     | 1.46    |
| 2020     | SF       | 13    | 11    | 0     | 0     | 0        | 3     | 4     | 0        | 0           | .429  | 246   | 54.1     | 61       | 4           | 24       | 1     | 7        | 46       | 3     | 0        | 38    | 33       | 5.47     | 1.56    |
| 2021     | SF       | 27    | 26    | 0     | 0     | 0        | 11    | 3     | 0        | 1           | .786  | 596   | 148.1    | 128      | 9           | 36       | 0     | 8        | 158      | 2     | 0        | 53    | 50       | 3.03     | 1.11    |
| 2022     | SF       | 32    | 32    | 0     | 0     | 0        | 15    | 9     | 0        | 0           | .625  | 787   | 192.1    | 174      | 11          | 49       | 0     | 7        | 163      | 6     | 0        | 76    | 62       | 2.90     | 1.16    |
| 2023     | SF       | 33    | 33    | 2     | 1     | 1        | 11    | 13    | 0        | 0           | .458  | 850   | 216.0    | 201      | 20          | 31       | 0     | 5        | 194      | 1     | 0        | 83    | 78       | 3.25     | 1.07    |
| 2024     | SF       | 33    | 33    | 1     | 1     | 0        | 13    | 10    | 0        | 0           | .565  | 841   | 204.2    | 202      | 11          | 50       | 3     | 2        | 172      | 4     | 1        | 83    | 79       | 3.47     | 1.23    |
| MLB：6年 | MLB：6年 | 146   | 143   | 3     | 2     | 1        | 55    | 42    | 0        | 1           | .567  | 3494  | 855.1    | 810      | 60          | 204      | 4     | 30       | 770      | 20    | 1        | 358   | 325      | 3.42     | 1.19    |

- 2024年度シーズン終了時
- 各年度の太字はリーグ最高

### 年度別守備成績
| 年 度 | 球 団 | 投手（P） | 投手（P） | 投手（P） | 投手（P） | 投手（P） | 投手（P） |
| 年 度 | 球 団 | 試 合     | 刺 殺     | 補 殺     | 失 策     | 併 殺     | 守 備 率  |
| ----- | ----- | --------- | --------- | --------- | --------- | --------- | --------- |
| 2019  | SF    | 8         | 0         | 8         | 0         | 1         | 1.000     |
| 2020  | SF    | 13        | 4         | 1         | 0         | 0         | 1.000     |
| 2021  | SF    | 27        | 14        | 23        | 0         | 2         | 1.000     |
| 2022  | SF    | 32        | 22        | 22        | 0         | 2         | 1.000     |
| 2023  | SF    | 33        | 17        | 20        | 1         | 4         | .974      |
| 2024  | SF    | 33        | 15        | 33        | 2         | 5         | .960      |
| MLB   | MLB   | 146       | 72        | 107       | 3         | 14        | .984      |

- 2024年度シーズン終了時
- 各年度の太字はリーグ最高

### 記録
- MLBオールスターゲーム選出：2回（2024年、2025年）

### 背番号
- 62（2019年 - ）